# Dicranophoroides claviger
Dicranophoroides claviger is een raderdiertjessoort uit de familie Dicranophoridae. De wetenschappelijke naam van deze soort is voor het eerst geldig gepubliceerd in 1965 door Hauer.